# Orihuela Costa

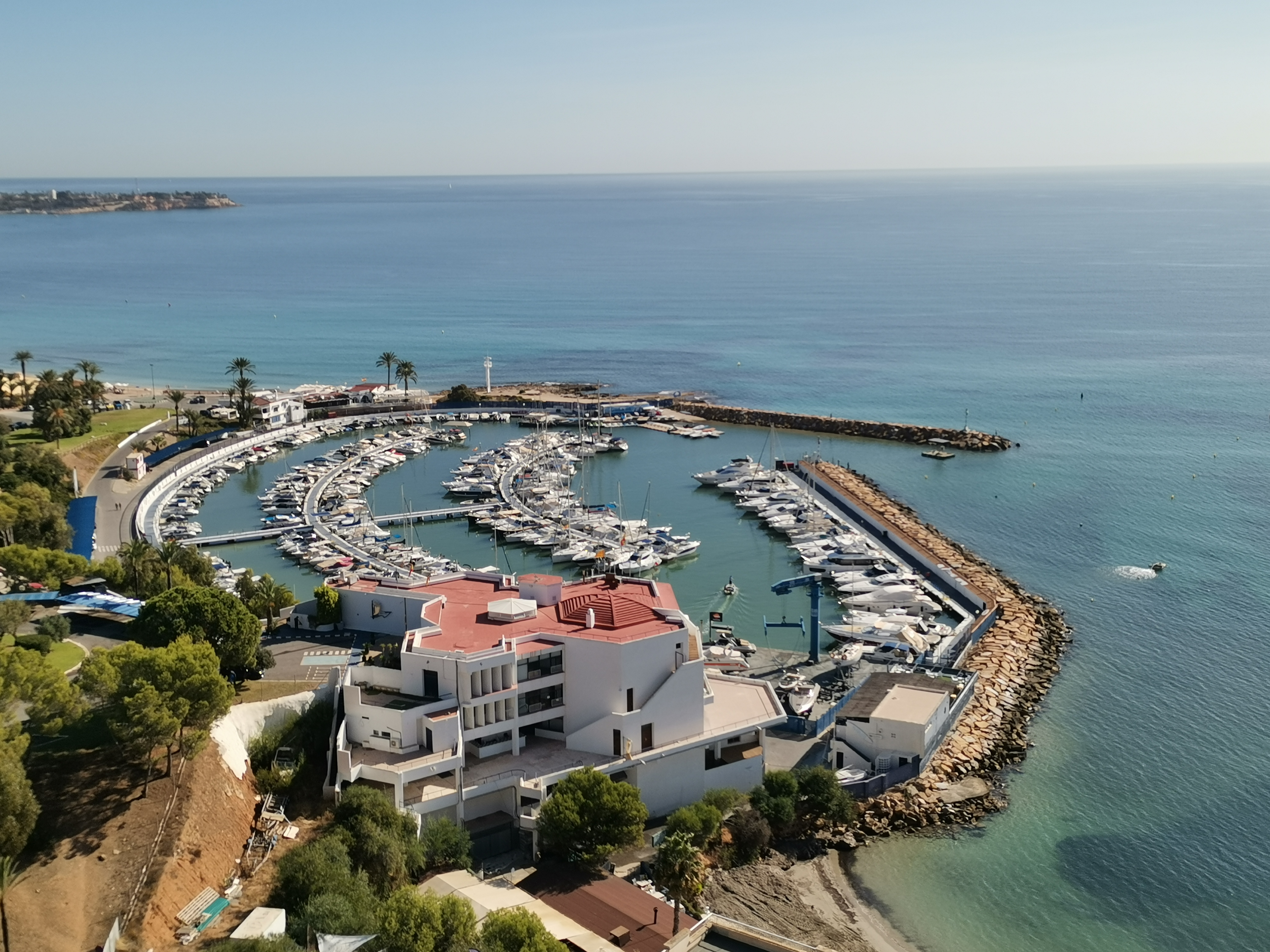
Puerto deportivo de la Dehesa de Campoamor en la pedanía de Orihuela Costa.

Orihuela Costa es un núcleo urbano perteneciente al término municipal y jurídico de Orihuela, en el sur de la provincia de Alicante, en España. Orihuela Costa pertenece a la comarca de la Vega Baja del Segura, limitando al norte con Torrevieja y al sur con Torre de la Horadada. Se encuentra a unos 35 kilómetros de la ciudad de Orihuela, a pesar de ser del mismo término municipal.

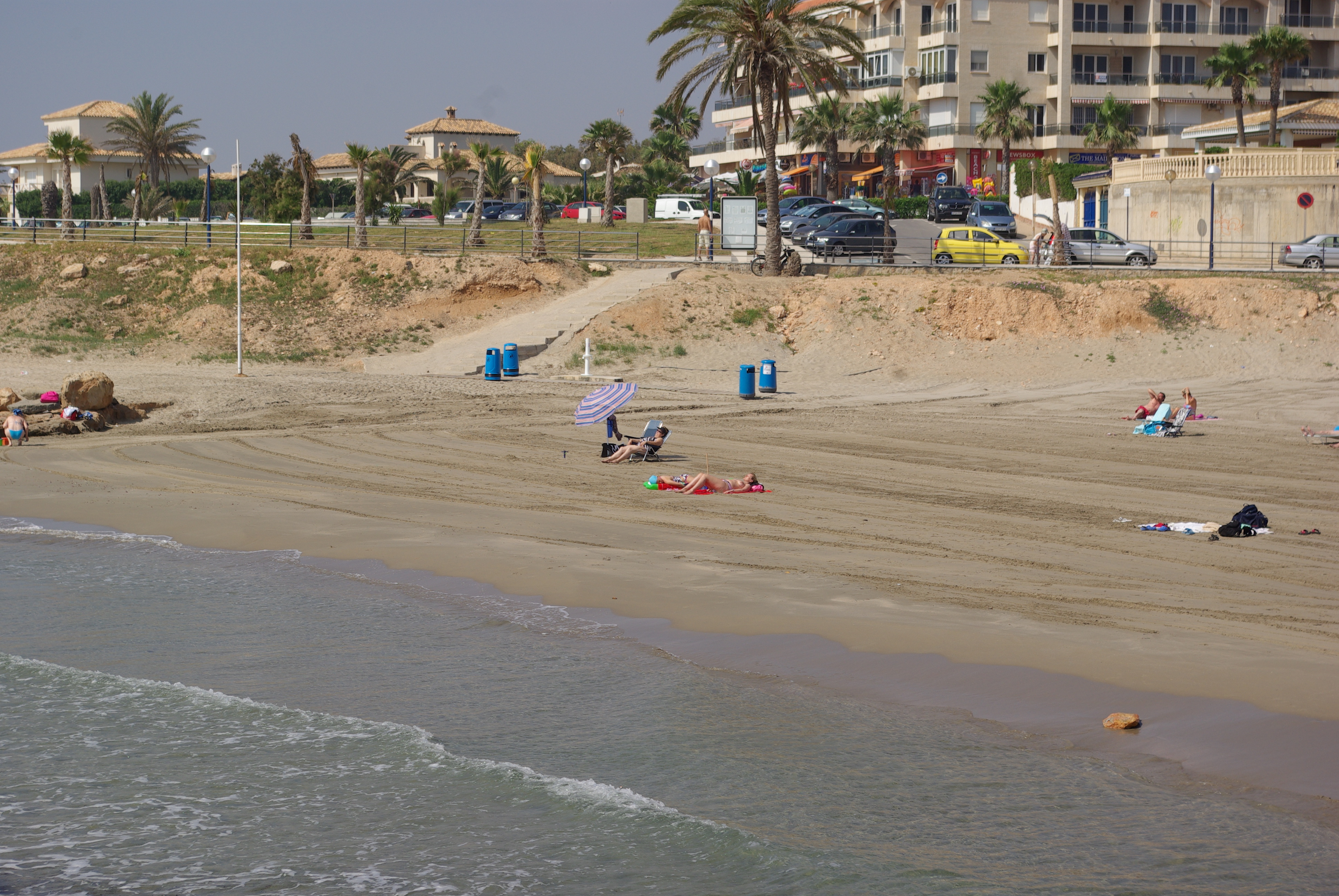
Playas de Orihuela Costa

El término municipal de Orihuela tiene 76.778 habitantes en 2018 y tiene dos núcleos poblacionales principales: el casco urbano de Orihuela y la zona de Orihuela Costa, el 40,48 % de la población oriolana (gentilicio de Orihuela) según el censo del 2009 era de nacionalidad extranjera, aunque el porcentaje de residentes de procedencia extranjera es mucho mayor si se tiene en cuenta solo la zona de Orihuela-Costa. De entre los extranjeros, el 76,46 % es de origen europeo: en el término municipal de Orihuela residen 17.121 británicos y 9.545 ciudadanos de otros países europeos;  la población no española de países europeos se concentra principalmente en la localidad de Dehesa de Campoamor y alrededores.
Orihuela Costa se caracteriza por ser uno de los principales lugares de segunda residencia de toda la Costa Blanca, es un núcleo urbano que casi en su totalidad está compuesto por macrourbanizaciones en las que viven sobre todo personas procedentes del centro y norte de Europa se establecen.

## Demografía
Orihuela Costa tiene un total de 20.005 habitantes en 2018. El área de Orihuela Costa se caracteriza por estar compuesto por muchos núcleos poblacionales o grandes urbanizaciones. La población varía mucho en función de la época del año en la que nos encontraremos, en la época estival la ciudad experimenta un gran crecimiento poblacional.
En el año 2000 en esta ciudad apenas vivían 5.645 habitantes, pero con el boom del turismo en la Costa Blanca y en especial el boom de la segunda residencia, en Orihuela Costa la población disparó hasta los 32.530 haitantes en el año 2013, pero con el estallido de la burbuja inmobiliaria y la crisis muchos extranjeros habitantes de Orihuela Costa decidieron volver a sus países de origen cayendo así la población hasta los 20.000 habitantes en el año 2017. El año 2018 fue el primer año de crecimiento para la ciudad desde 2013.
Hay que matizar que estos datos se basan en la cantidad de personas empadronadas en la costa, pero hay que tener en cuenta que hay muchos extranjeros viviendo en Orihuela Costa que no están empadronados, según la concejal Noelia Grao. "es en la costa donde mayor diferencia puede existir entre los residentes reales y los que figuran en el padrón, porque mientras hay unos 22.000 empadronados, «por el consumo de agua en temporada baja creemos que la costa acoge hasta 45.000 personas»."

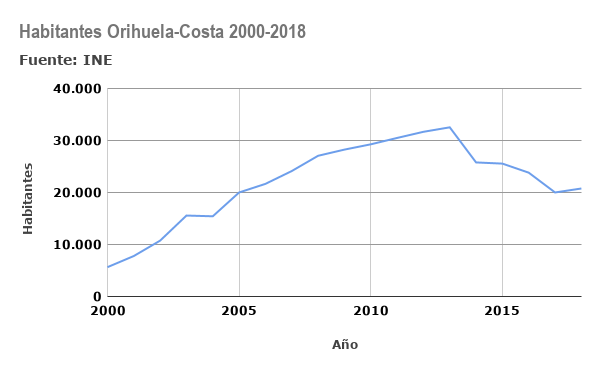
Evolución de la población de Orihuela Costa entre los años 2000 y 2018,.

Esta ciudad alberga las siguientes localidades:
| Unidad Poblacional                                       |  | Total     | Hombres   | Mujeres   |
| 000800, Orihuela-Costa                                   |  | 20.005    | 9.558     | 10.147    |
| 000801, Dehesa de Campoamor                              |  | 800       | 392       | 408       |
| 000802, Villamartín                                      |  | 929       | 451       | 478       |
| 000803, Cabo Roig                                        |  | 341       | 160       | 181       |
| 000804, Mil Palmeras                                     |  | 26        | 13        | 13        |
| 000805, Playa Flamenca I                                 |  | 152       | 72        | 80        |
| 000806, Playa Flamenca II                                |  | 1.505     | 750       | 755       |
| 000807, Pueblo Príncipe                                  |  | 215       | 102       | 113       |
| 000808 Punta Prima                                       |  | 109       | 60        | 49        |
| 000809, Urbanización Blue Lagoon, T-2 Filipinas y Pau 27 |  | 616       | 303       | 313       |
| 000810, Urbanización Castillo Don Juan y Pau 25          |  | 320       | 156       | 164       |
| 000811, Urbanización El Presidente                       |  | 479       | 237       | 242       |
| 000812, Urbanización Horizonte                           |  | 939       | 455       | 484       |
| 000813, Urbanización La Florida                          |  | 1.323     | 642       | 681       |
| 000814, Urbanización La Regia                            |  | 208       | 106       | 102       |
| 000815, Urbanización La Solana                           |  | 62        | 37        | 25        |
| 000816, Urbanización Las Filipinas                       |  | sin datos | sin datos | sin datos |
| 000817, Urbanización Las Mimosas-La Chismosa             |  | 737       | 354       | 383       |
| 000818, Urbanización Lomas de Don Juan                   |  | 84        | 40        | 44        |
| 000819, Balcones y Los Altos (Los)                       |  | 357       | 180       | 177       |
| 000820, Urbanización Montezenia-Torrezenia               |  | 197       | 95        | 102       |
| 000821, Urbanización Villacosta I                        |  | 125       | 55        | 70        |
| 000822, Urbanización Villacosta II-Las Filipinas         |  | 393       | 201       | 192       |
| 000823, Zenia (La)                                       |  | 401       | 201       | 200       |
| 000824, Zenia II (La)-Sector E-1 y Pau 3                 |  | 907       | 442       | 465       |
| 000825, Dolses (Los)                                     |  | 550       | 276       | 274       |
| 000826, Villapiedra-Sector B2 Y Pau 2                    |  | 697       | 340       | 357       |
| 000827, Aguamarina-Sector A1                             |  | 532       | 261       | 271       |
| 000828, Piscinas (Las)-Sector J-1                        |  | 1.871     | 948       | 923       |
| 000829, Lagosol-Sector F-2                               |  | 1.453     | 715       | 738       |
| 000830, Lomas de Campoamor                               |  | 437       | 225       | 212       |
| 000831, Villa Rosa-La Ciñuelica                          |  | 1.026     | 485       | 541       |
| 000832, Ramblas (Las)                                    |  | 288       | 142       | 146       |
| 000833, Alameda del Mar D-1                              |  | 299       | 152       | 147       |
| 000834, Pau 8 - Canal Norte                              |  | 405       | 204       | 201       |
| 000835, Barranco (El) E-2                                |  | 312       | 148       | 164       |
| 000836, Almendros (Los) - Pau 26                         |  | 275       | 138       | 137       |
| 000837, Sectores Cuerda (La) y Lomas de Cabo Roig        |  | 580       | 293       | 287       |
| 000838, Pau 21-Colinas Golf                              |  | 37        | 15        | 22        |

## Clima
Orihuela costa posee un clima semiárido con precipitaciones que rondan los 260 litros por metro cuadrado al año y una temperatura media de 18 °C. el clima favorable es uno de los principales atractivos turísticos de la pedanía ya que dispone de temperaturas agradables durante todo el año y apenas tiene días de lluvia.

## Crecimiento y evolución
Durante la última década Orihuela Costa ha crecido notablemente en todos los sentidos, pero sobre todo en cuanto a infraestructuras. Entre ellas se pueden destacar:
- El 27 de noviembre de 2010 se inauguró el CDM (Centro deportivo municipal), la apertura de un polideportivo ahorraba a los residentes tener que ir hasta Torrevieja o San Miguel de Salinas.
- El 26 de septiembre de 2012 se inauguraba el Centro comercial La Zenia Boulevard, el centro comercial más grande de la provincia de Alicante, con más de 150 tiendas. La apertura de este macro-centro supuso un gran crecimiento económico para la zona, también contribuyó a que aumentara el número de visitantes nacionales y provinciales.
- En septiembre de 2016 se inauguraba el IES Playa Flamenca de ladrillo, una infraestructura que los habitantes llevaban demandando desde hacía más de una década.
- En verano de 2018 abrió el primer McDonald´s en el término municipal de Orihuela y lo hacía en la Zenia, esto ahorraba a los habitantes tener que ir hasta Punta Prima que es donde estaba el más cercano.
- En septiembre de 2018 se inauguraba el nuevo Colegio Playas de Orihuela de ladrillo, al igual que con el instituto, esta infraestructura fue extremadamente demandada por los habitantes ya que entre colegio y instituto sumaban casi 30 años en barracones.
- El desdoblamiento de la N 332 a su paso por Orihuela Costa alivio notablemente el tráfico, por esta carretera nacional pasan diariamente más de 40.000 vehículos, es una de las principales vías de acceso a esta ciudad.
- Orihuela costa ha experimentado un crecimiento urbanístico sin precedentes, la ciudad se ha llenado de urbanizaciones y edificios residenciales en cuestión de dos décadas.
- Dispone de un Centro de Seguridad y Emergencias donde se agrupan un destacamento de Bomberos, Policía Local de Orihuela Costa, Guardia Civil (oficina denuncias) y una unidad de documentación de Extranjería de la Policía Nacional.

## Eje Torrevieja-Orihuela Costa
Torrevieja es la ciudad vecina de Orihuela costa y al estar mucho más cerca que Orihuela los habitantes de orihuela Costa se desplazan sobre todo a este municipio vecino para acceder a servicios como el hospital universitario de Torrevieja,  Aquopolis o zonas de ocio nocturno. A su vez muchos habitantes de Torrevieja trabajan en la ciudad de Orihuela Costa y se desplazan diariamente allí.
Entre Torrevieja y Orihuela Costa se produce una constante retroalimentación que favorece al desarrollo y crecimiento de ambos. Algo similar se produce con el municipio de San Miguel de Salinas pero en mucho menor medida, en este caso Orihuela Costa es la que ofrece servicios como el centro comercial muy atractivo para los sanmigueleros.

## Geografía[11]
Aquí también se sitúan los siguientes espacios naturales:
- Playa de Cala Cerrada
- Playa Flamenca
- Playa de Barranco Rubio
- Playa de Punta Prima
- Playa de La Glea
- Playa Capitán
- Playa La Caleta
- Cala Bosque
- Cala Mosca
- Playa Mil Palmeras
- Playa Aguamarina
- Sierra Escalona.[13] En esta ciudad se encuentra realmente una parte muy pequeña de esta sierra

Orihuela cuenta con 16 km de costa con 11 calas y playas de fina arena dorada que son bañadas por el cálido Mediterráneo. La privilegiada situación geográfica y sus excelentes condiciones climáticas posibilitan el disfrute de sus playas y la realización de deportes náuticos durante todo el año. Las playas son reconocidas y acreditadas por las certificaciones oficiales de los organismos e instituciones que vigilan y controlan los criterios de calidad. Las Banderas Azules, Certificaciones “Q” de Calidad Turística, distinciones del SICTED,  Los galardones obtenidos posicionan a Orihuela como un destino turístico de calidad, con el mayor número de distinciones por kilómetro de costa de toda España.